# Hantsambou
Hantsambou est une ville de l'union des Comores, situé sur l'île de Grande Comore. En 2015, sa population est estimée à 1 542 habitants.
La ville abrite de nombreux sites touristiques notamment l'hôtel 4 étoiles connu sous le nom de Cristal Hôtel[non pertinent] ; celui-ci est très reconnu auprès des touristes étrangers[réf. nécessaire]. La ville abrite également beaucoup des résidences diplomatique.
L'économie de cette ville repose sur la pêche pour 50 % de la population qui pratique cette activité, 30 % pour cent dans le secteur agricole et 20 % de la population pratique le commerce.